# La Vicogne
La Vicogne és un municipi francès situat al departament del Somme i a la regió dels Alts de França. L'any 2007 tenia 248 habitants.

## Demografia

### Població

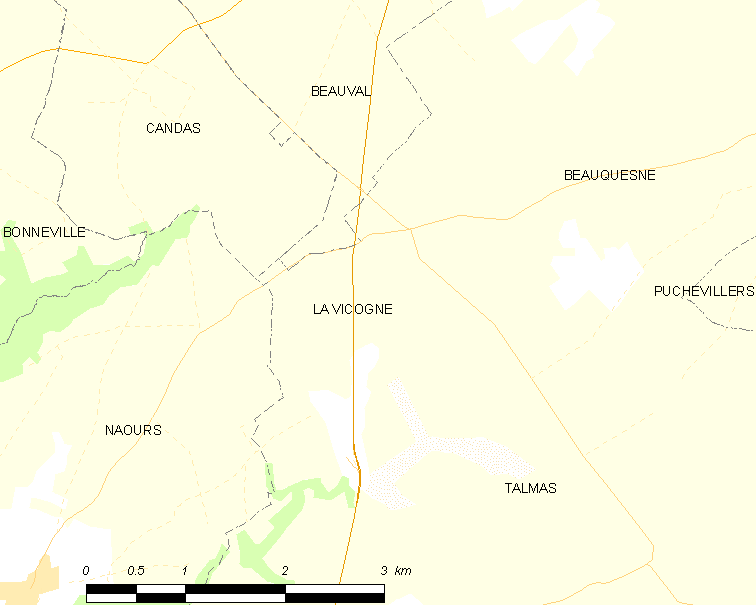
municipi

El 2007 la població de fet de La Vicogne era de 248 persones. Hi havia 88 famílies de les quals 12 eren unipersonals (4 homes vivint sols i 8 dones vivint soles), 25 parelles sense fills i 51 parelles amb fills.
La població ha evolucionat segons el següent gràfic:
Habitants censats

### Habitatges
El 2007 hi havia 88 habitatges, 85 eren l'habitatge principal de la família, 1 era una segona residència i 2 estaven desocupats. Tots els 88 habitatges eren cases. Dels 85 habitatges principals, 65 estaven ocupats pels seus propietaris, 15 estaven llogats i ocupats pels llogaters i 5 estaven cedits a títol gratuït; 1 tenia dues cambres, 6 en tenien tres, 27 en tenien quatre i 51 en tenien cinc o més. 65 habitatges disposaven pel capbaix d'una plaça de pàrquing. A 33 habitatges hi havia un automòbil i a 47 n'hi havia dos o més.

### Piràmide de població

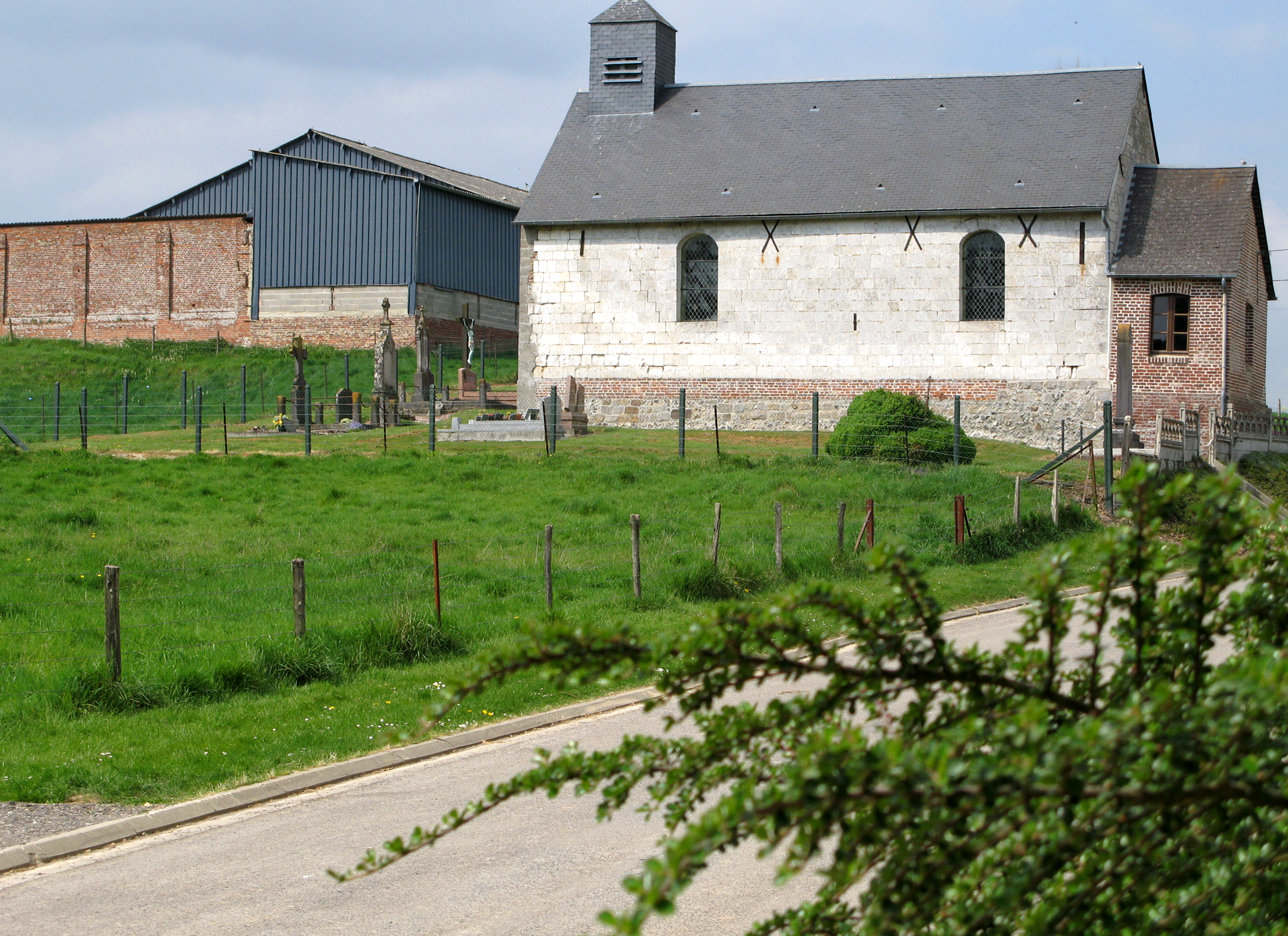

La piràmide de població per edats i sexe el 2009 era:
| Homes | Edats   | Dones |
| ----- | ------- | ----- |
| 0     | 95 o +  | 0     |
| 0     | 90 a 94 | 0     |
| 4     | 85 a 89 | 4     |
| 0     | 80 a 84 | 0     |
| 0     | 75 a 79 | 0     |
| 0     | 70 a 74 | 4     |
| 8     | 65 a 69 | 4     |
| 4     | 60 a 64 | 4     |
| 0     | 55 a 59 | 4     |
| 12    | 50 a 54 | 4     |
| 20    | 45 a 49 | 16    |
| 4     | 40 a 44 | 12    |
| 0     | 35 a 39 | 4     |
| 16    | 30 a 34 | 4     |
| 4     | 25 a 29 | 12    |
| 12    | 20 a 24 | 12    |
| 8     | 15 a 19 | 8     |
| 4     | 10 a 14 | 8     |
| 0     | 5 a 9   | 0     |
| 4     | 0 a 4   | 0     |

## Economia

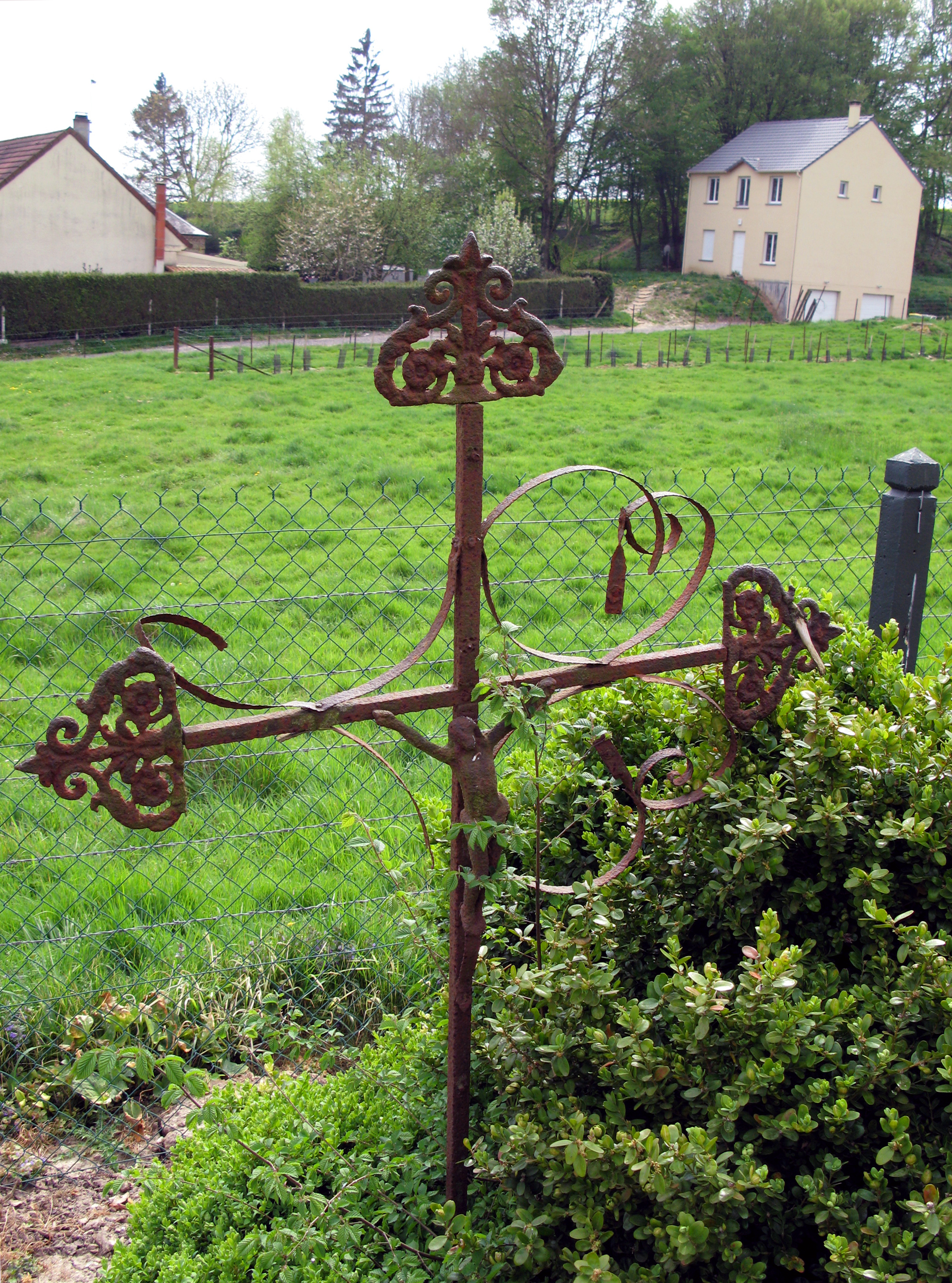
cementiri

El 2007 la població en edat de treballar era de 173 persones, 121 eren actives i 52 eren inactives. De les 121 persones actives 103 estaven ocupades (54 homes i 49 dones) i 17 estaven aturades (9 homes i 8 dones). De les 52 persones inactives 16 estaven jubilades, 14 estaven estudiant i 22 estaven classificades com a «altres inactius».

### Ingressos
El 2009 a La Vicogne hi havia 87 unitats fiscals que integraven 219 persones, la mediana anual d'ingressos fiscals per persona era de 18.792 €.

### Activitats econòmiques
Dels 5 establiments que hi havia el 2007, 1 era d'una empresa de fabricació d'altres productes industrials, 1 d'una empresa de comerç i reparació d'automòbils, 2 d'empreses de serveis i 1 d'una entitat de l'administració pública.
L'únic servei als particulars que hi havia el 2009 era una agència immobiliària.
L'any 2000 a La Vicogne hi havia 5 explotacions agrícoles que ocupaven un total de 630 hectàrees.

## Poblacions més properes
El següent diagrama mostra les poblacions més properes.